# Березовский (станция)
Березовский — станция Московской железной дороги, расположена в границах сельского поселения «Село Огорь» Жиздринского района Калужской области, одноимённый посёлок при станции. Открыта в 1899 году на Московско-Киево-Воронежской железной дороге.

## Описание
Находится на участке Сухиничи — Брянск Московской железной дороги, на границе Калужской и Брянской областей. Отнесена к Брянскому региону МЖД. Станция и близлежащие перегоны электрифицированы переменным током (25кВ) Имеются каменное здание вокзала, две низкие (береговая и островная) пассажирские платформы, соединённые между собой низким пешеходным переходом с деревянными настилами. В трёх километрах от станции проходит федеральная автомагистраль М3 «Украина» (Киевское шоссе).
Путевое развитие состоит из четырёх путей различного назначения. Расстояние от Киевского вокзала города Москвы 342 километра, от Брянска — 37 км. Время в пути на электропоезде от станции Брянск-Орловский — 48 минут. Турникеты отсутствуют, в здании вокзала имеются кассы по продаже билетов.

## История
Разъезд Березовский открыт в августе 1899 года на участке Сухиничи — Брянск Московско-Киево-Воронежской железной дороги. Регулярное пассажирское движение запущено осенью того же года. Построен рядом с деревней Березовка Огорской волости Жиздринского уезда Калужской губернии. Назван по имени близлежащей деревни — Березовка.
К 1913 году в деревне Березовка постоянно проживало 372 человека, имелась своя церковно-приходская школа. К 1905 году вокруг станции вырос небольшой одноимённый посёлок и было построено каменное здание железнодорожного вокзала.
В годы Великой Отечественной войны на железной дороге в районе разъезда действовал Бежицкий партизанский отряд им. А. И. Виноградова. В 1942—1943 годах партизанские группы регулярно совершали налеты на немецкие эшелоны и сам разъезд, уничтожая при этом их боевую технику, боеприпасы, вооружение и живую силу противника.

### Подвиг Александра Измайлова
29 апреля 1943 года рядом с разъездом Березовский боец-подрывник партизанского отряда имени Виноградова — Александр Измайлов ценой собственной жизни остановил немецкий военный эшелон, двигавшийся в сторону Орловско-Курской дуги. Понимая, что уже не успеет подорвать врага и скрыться, он бросился с минами под колеса поезда. Это был его двенадцатый и последний подорванный немецкий эшелон.
Александр Иванович Измайлов был награждён орденом «Красной Звезды», медалью «За Отвагу» и посмертно орденом «Отечественной войны» I степени. Ему было 18 лет.

## Объекты историко-культурного наследия
В память о самоотверженном подвиге Александра Измайлова на станции, рядом с железнодорожным переездом, 9 мая 2013 года был торжественно открыт Памятный знак..
В 300 метрах от вокзала установлен памятник на братской могиле советских воинов, погибших при освобождении разъезда Берёзовский. Могильный холм площадью 5 м3 покрыт дёрном, на котором установлена четырехгранная тумба, увенчанная пятиконечной звездой и облицованная мрамором. По обе стороны от тумбы на металлических опорах установлены два металлических щита, увенчанные пятиконечными звездами. На щитах выгравированы фамилии, имена и отчества 132 воинов-односельчан, погибших на фронтах Великой Отечественной войны и надпись «Вечная память землякам, павшим в боях за свободу и независимость нашей Родины». В могиле покоится прах более 98 солдат Красной Армии.

## Пассажирское движение
На станции имеет остановку все электропоезда, следующие направлением на Сухиничи и Брянск. Пригородные линии обслуживают бригады АО «Центральная ППК» на электропоездах ЭД9Т и ЭД9М, приписанных к ТЧ-45 Брянск-I (МВПС).